# Rogojina (okręg Ardżesz)
Rogojina – wieś w Rumunii, w okręgu Ardżesz, w gminie Budeasa. W 2011 roku liczyła 204 mieszkańców.